# BREAK IT DOWN (ラジオ番組)
BREAK IT DOWN（ブレイク イット ダウン）は、毎週日曜日22:30〜23:00に、FMヨコハマで放送されているラジオ番組。

## 概要
海外から来日したセッションプレイヤーで構成されたインターナショナルユニットPHATEと女性シンガーがパートナーを務める番組。女性シンガーが進行を務める。
国内外の様々なアーティストのツアーサポート、レコーディング、作詞作曲などをしているPHATEのメンバーによる音楽シーンの最前線、感動秘話や苦労話、文化の違いなどを中心にパートナーのアーティストと世代を超えてトークする音楽番組。
毎回、番組のオープニングで女性シンガーが「皆さん、こんばんは。時刻は10時30分を過ぎました。FMヨコハマ『BREAK IT DOWN』、DJの○○（○○には女性シンガーの名前が入る）です。今夜も早速、レギュラーDJをご紹介しましょう。」と挨拶した後、レギュラーDJの紹介をする。その後1人ずつ短い挨拶をして、1曲目に入る。

## パーソナリティ
レギュラーDJ
- Dicke（PHATE）
- KEN THE 390
- パートナー：CHiCO
- 進行：小玉ひかり